# U-529
 U-529  — немецкая подводная лодка типа IXC/40, времён Второй мировой войны.
Заказ на постройку субмарины был отдан 15 августа 1940 года. Лодка была заложена на верфи судостроительной компании «Дойче Верфт АГ» в Гамбурге 26 ноября 1941 года под строительным номером 344, спущена на воду 15 июля 1942 года, 30 сентября 1942 года под командованием капитан-лейтенанта Георг-Вернера Фраатца вошла в состав учебной 4-й флотилии. 1 февраля 1943 года вошла в состав 10-й флотилии. Лодка совершила один боевой поход, успехов не добилась. 12 февраля 1943 года признана пропавшей без вести. Все 48 членов экипажа погибли. До мая 1987 года историки считали, что U-529 погибла 15 февраля 1943 года от атаки британского самолёта типа «Либерейтор», однако в результате той атаки погибла U-225.

## В культуре
U-529 появлялась в компьютерной игре Medal of Honor: Allied Assault.